# ديثمة
الدَّيْثَمَة جنس من الأسماك في فصيلة أسماك الفك الموجودة في المحيط الأطلسي والهندي والمحيط الهادئ. ملجنها الحياتي جماعي. مرتعها المواقع التي تكثر فيها المرجان والرجان.